# Alcaudete
Alcaudete település Spanyolországban, Jaén tartományban. Alcaudete Alcalá la Real, Castillo de Locubín, Martos, Priego de Córdoba, Fuente-Tójar, Luque és Baena községekkel határos. Lakosainak száma 10 243 fő (2024).

## Népesség
A település népessége az elmúlt években az alábbi módon változott:
| Lakosok száma | 11 261 | 11 101 | 11 113 | 11 135 | 11 139 | 10 896 | 10 634 | 10 498 | 10 347 | 10 243 |
|               | 2001   | 2004   | 2007   | 2009   | 2012   | 2014   | 2017   | 2019   | 2022   | 2024   |